# Poni (Fluss)
Der Poni, meist im Unterlauf als Bambassou bezeichnet, ist ein etwa 170 km langer rechter Nebenfluss des Schwarzen Volta in Burkina Faso.

## Verlauf
Der Fluss entspringt westlich von Loropéni im Westen der Region Sud-Ouest auf einer Höhe von etwa 380 m. Er fließt anfangs 20 km in Richtung Nordnordost, anschließend 40 km nach Osten. Nördlich von Gaoua, Hauptort und Verwaltungssitz der Region, biegt der Poni nach Süden ab und fließt westlich an Gaoua vorbei. Der Poni wendet sich allmählich nach Südosten. Bei Flusskilometer 32 trifft der Kamba, der bedeutendste Nebenfluss, von rechts auf den Poni. Der Poni wendet sich im Anschluss nach Osten. Bei Flusskilometer 28 kreuzt die Fernstraße N11 (Gaoua–Batié) den Flusslauf. Der Unterlauf des Poni wird in den meisten Quellen als "Bambassou" bezeichnet. Der Poni mündet schließlich in den Schwarzen Volta, zirka 60 km bevor dieser Burkina Faso verlässt. Die 227 m hoch gelegene Mündung befindet sich 30 km westlich der Stadt Wa an der ghanaischen Staatsgrenze.

## Hydrometrie
Der Fluss führt gewöhnlich in den Monaten Juli bis November Wasser und fällt in den restlichen Monaten im Jahr mehr oder weniger trocken. Der mittlere Abfluss gemessen an der hydrologischen Station bei Batié, etwa 30 km oberhalb der Mündung, in m³/s, hier dargestellt zwischen den Jahren 1956 bis 1974.